# Lithothamnion occidentale
Lithothamnion occidentale (Foslie) Foslie, 1908  é o nome botânico  de uma espécie de algas vermelhas  pluricelulares do gênero Lithothamnion, subfamília Melobesioideae.
- São algas marinhas encontradas na América do Norte (Flórida, Carolina do Norte e Carolina do Sul), América do Sul (Colômbia e Venezuela) e em algumas ilhas do Caribe (Cuba, Porto Rico e Hispaniola).

## Sinonímia
- Lithothamnion fruticulosum var. occidentale  Foslie, 1904